# Clotilde Schilling
Clotilde Schilling (* 2. März 1858 in Altenburg; † 11. Mai 1934 in München; vollständiger Name: Klotilde Eugenie Betty Schilling) war eine deutsche Bildhauerin und Malerin.

## Leben
Klotilde Eugenie Betty Schilling wurde 1858 in Altenburg als Tochter des Kaufmanns Ottomar Georg Schilling und dessen Frau Pauline Emilie geb. Wagner geboren. Sie studierte kurze Zeit privat in der Malerinnenschule von Franz Kops in Blasewitz. Der Zugang zu einem staatlichen Studium an der Dresdner Kunstakademie blieb Frauen bis 1919 verwehrt. Anschließend studierte sie bei Otto Strützel in München und danach studierte sie Bildhauerei in Kopenhagen.
Sie war vorwiegend als Bildhauerin tätig. Sie gestaltete auch Grabmäler für die Friedhöfe in Bremen und Dresden. Als Malerin schuf sie Porträts, Aktdarstellungen und betätigte sich in den Bereichen der allegorischen Malerei und der Landschaftsmalerei. Sie betrieb an der Ostbahnstraße 16, III in Dresden ein Atelier für Bildhauerei, Zeichnung und Malerei. In den mehrgeschossigen Mietshäusern der Ostbahnstraße befanden sich zu dieser Zeit die Ateliers zahlreicher Künstler.
Clotilde Schilling war von 1896 bis 1927 Mitglied des Vereins der Berliner Künstlerinnen und nahm an mehreren Ausstellungen des Vereins teil. In Dresden war sie Mitglied der Gruppe Dresdner Künstlerinnen, Ortsverband Dresdner Künstlerinnen, des 1908 neu gegründeten Bundes deutscher und österreichischer Künstlerinnenvereine.
Clotilde Schilling starb 1934 in München. Im Nachruf der Ortsgruppe Dresdner Künstlerinnen ist zu lesen: „Sie ist ihrem schweren Leiden in Bayern erlegen…“ Ihr Grab befindet sich auf dem Trinitatisfriedhof. In derselben Grabstätte ist auch ihre Schwester Alexandra Schilling (* 25. Oktober 1855 in Altenburg; † 24. Dezember 1936 in Dresden) bestattet. Das Grabmal wird von einer äußerst kunstvoll gefertigten Skulptur geschmückt.

## Ausstellungen (Auswahl)
- 1892: Kunsthandlung Lichtenberg, von Clotilde Schilling gezeigt eine Skizze[7]
- 1895: Sächsischer Kunstverein, von Clotilde Schilling gezeigt ein Ölgemälde[8]
- 1896: Verein der Berliner Künstlerinnen
- 1898: Kunstsalon Emil Richter, von Clotilde Schilling gezeigt eine Büste der Opernsängerin Charlotte Huhn[9]
- 1898: Verein der Berliner Künstlerinnen
- 1898: Dresdner Kunstsalon Arno Wolffram im Viktoriahaus, von Clotilde Schilling gezeigt die Skulptur „Das Unheil“[10]
- 1900: Sächsischer Kunstverein
- 1901: Verein der Berliner Künstlerinnen
- 1901: Sächsischer Kunstverein, Wanderausstellung des Deutschen Buchgewerbevereins, von Clotilde Schilling gezeigt ein Bildnisrelief in Gips[11]
- 1902: Sächsischer Kunstverein, April/Mai, von Clotilde Schilling gezeigt „Büste des Fürsten A. Maurocordato“ (sic)[12]
- 1902: Sächsischer Kunstverein, November, von Clotilde Schilling gezeigt „Eva“ (Gipsfigur)[13]
- 1906: Verein der Berliner Künstlerinnen
- 1907: Galerie Del Vecchio in Leipzig, gezeigt 27 Werke
- 1908: Galerie Arnold, Gruppe Dresdner Künstlerinnen
- 1913: Kunstausstellung im Frauenklub Dresden 1910 an der Johann-Georgen-Allee 13, der heutigen Lingnerallee[14]

## Weblink
- Clotilde Schilling – Die Meisterin der Bildhauerei und Malerei aus Dresden. Stadtlexikon Dresden. 2024.